# Ayodhyanagar
Ayodhyanagar – gaun wikas samiti we wschodniej części Nepalu w strefie Sagarmatha w dystrykcie Siraha. Według nepalskiego spisu powszechnego z 2001 roku liczył on 683 gospodarstw domowych i 3876 mieszkańców (1855 kobiet i 2021 mężczyzn).